# 波尤克·濟拉

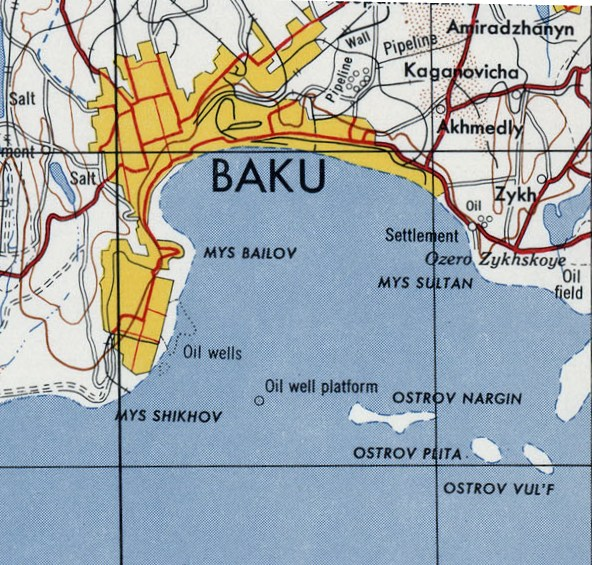
1965年地形图上的波尤克·濟拉岛。

波尤克·濟拉（Boyuk Zira，亞塞拜疆文：Böyük Zirə，也被称为Nargin），是里海的一个岛屿。它是巴库群岛的岛屿之一，位于巴库附近的巴库湾，並屬巴库群岛（Baku Archipelago）的一部分。
該島為分隔巴库湾（Bay of Baku）和阿布歇倫半岛南部海域的最大岛屿。該島的长度为 3.1 公里，宽900米。岛的西北面垂直而陡峭，植被很少。
該島和周遭可找到里海海豹、鲟鱼和各種鸟类，如蓝鸭、鲱鱼海鸥和鸊鷉。